# Donkere roodmus
De donkere roodmus (Procarduelis nipalensis; synoniem: Carpodacus nipalensis) is een zangvogel uit de familie Fringillidae (vinkachtigen).

## Verspreiding en leefgebied
Deze soort telt 2 ondersoorten:
- P. n. kangrae: de westelijke Himalaya.
- P. n. nipalensis: van de centrale en oostelijke Himalaya tot centraal China, noordoostelijk Myanmar en noordwestelijk Vietnam.